# George Koovakad
George Jacob Koovakad (Chethipuzha, 11. kolovoza 1973.) indijski je kardinal Siro-malabarske katoličke Crkve koji je prefekt Dikasterija za međureligijski dijalog.
Umjesto crvene birete koju su dobili novi kardinali latinskog obreda, papa Franjo je na Koovakadovu glavu stavio crni i crveni šaš. Šaš obično koriste druge crkve istočnosirijske tradicije, poput Kaldejske katoličke Crkve.